# Munseyella louisianensis
Munseyella louisianensis är en kräftdjursart som beskrevs av Kontrovitz 1976. Munseyella louisianensis ingår i släktet Munseyella och familjen Pectocytheridae. Inga underarter finns listade i Catalogue of Life.